# What Goes Up
What Goes Up es una película independiente dirigida por Jonathan Glatzer (antes llamada Safety Glass), protagonizada por Steve Coogan, Hilary Duff, Josh Peck, Olivia Thirlby y Molly Shanon. Estrenada el 8 de mayo en el festival de cine Annual Buffalo Niagara y estrenada en forma limitada el 28 de mayo de 2009, en algunos cines de Estados Unidos.

## Sinopsis
En 1986 un reportero de Nueva York es enviado a cubrir una noticia sobre un héroe local. Pero no está conforme del todo con el encargo.

## Lanzamiento
El film fue estrenado en mayo del 2009 de forma muy limitada en algunos cines de Estados Unidos. Y fue lanzado en junio del 2009 en formato DVD. La película logró bajos números en taquilla, tan solo se recaudó poco más de 50.000 dólares y las cifras de ventas del DVD y la banda sonora de la película son desconocidas y solo se sabe que se distribuyeron muy limitadamente.

## Reparto
- Steve Coogan es Campbell Babbit.
- Hilary Duff es Lucy Diamond.
- Olivia Thirlby es Tess Sullivan.
- Molly Shannon es Penelope Little.
- Josh Peck es Jim Lement.
- Molly Price es Donna Arbetter.
- Sarah Lind es Peggy Popoladopolous.
- Laura Konechny es Lute Lement.
- Andrea Brooks es Sue.
- Ingrid Nilson es Ann.
- Brenna O'Brien es Diminutive Girl.
- Max Hoffman es Fenster Itski.